# 克尔博恩
克尔博恩是德国莱茵兰-普法尔茨州的一个市镇。总面积5.86平方公里，总人口356人，其中男性178人，女性178人（2011年12月31日），人口密度61人/平方公里。